# Centaurea borysthenica
Centaurea borysthenica là một loài thực vật có hoa trong họ Cúc. Loài này được Gruner mô tả khoa học đầu tiên năm 1868.